# Benjamin Smith Barton
Benjamin Smith Barton, född 10 februari 1766, död 19 december 1815 i New York, var en amerikansk botaniker. 
Han studerade medicin i Philadelphia till 1786, då han flyttade till University of Edinburgh och Göttingens universitet. Han tog sin examen 1789 och återvände sedan till University of Philadelphia, där han blev lärare i botanik och naturhistoria.
Barton invaldes 1812 som utländsk ledamot nummer 206 av Kungliga Vetenskapsakademien. Auktorsnamnet Barton kan användas för Benjamin Smith Barton i samband med ett vetenskapligt namn inom botaniken; se Wikipediaartiklar som länkar till auktorsnamnet.